# Yonatan Netanyahu
Yonatan "Yoni" Netanyahu (Nova Iorque, 13 de março de 1946 – Entebbe, 4 de julho de 1976) foi um militar israelense. Foi o comandante da unidade de elite israelense Sayeret Matkal. Foi o único soldado israelense morto em ação durante a Operação Entebbe em Uganda.
Foi condecorado com a Medalha de Serviços Notáveis por sua conduta da guerra do Yom Kippur. Seu irmão mais novo, Benjamin Netanyahu, foi o primeiro-ministro de Israel de 1996 a 1999, e de 2009 a 2021.